# Horecký rybník
Horecký rybník (německy Groß Horka-Teich) je vodní nádrž u městečka Stráž pod Ralskem v okrese Česká Lípa. Původní rybník byl několikrát výrazně upraven a dnes je častěji označován jako vodní dílo Stráž pod Ralskem, vodní nádrž Stráž pod Ralskem, popřípadě jako vodní nádrž Horka. Je využit jako regulační stupeň Ploučnice i pro rekreaci.

## Historie

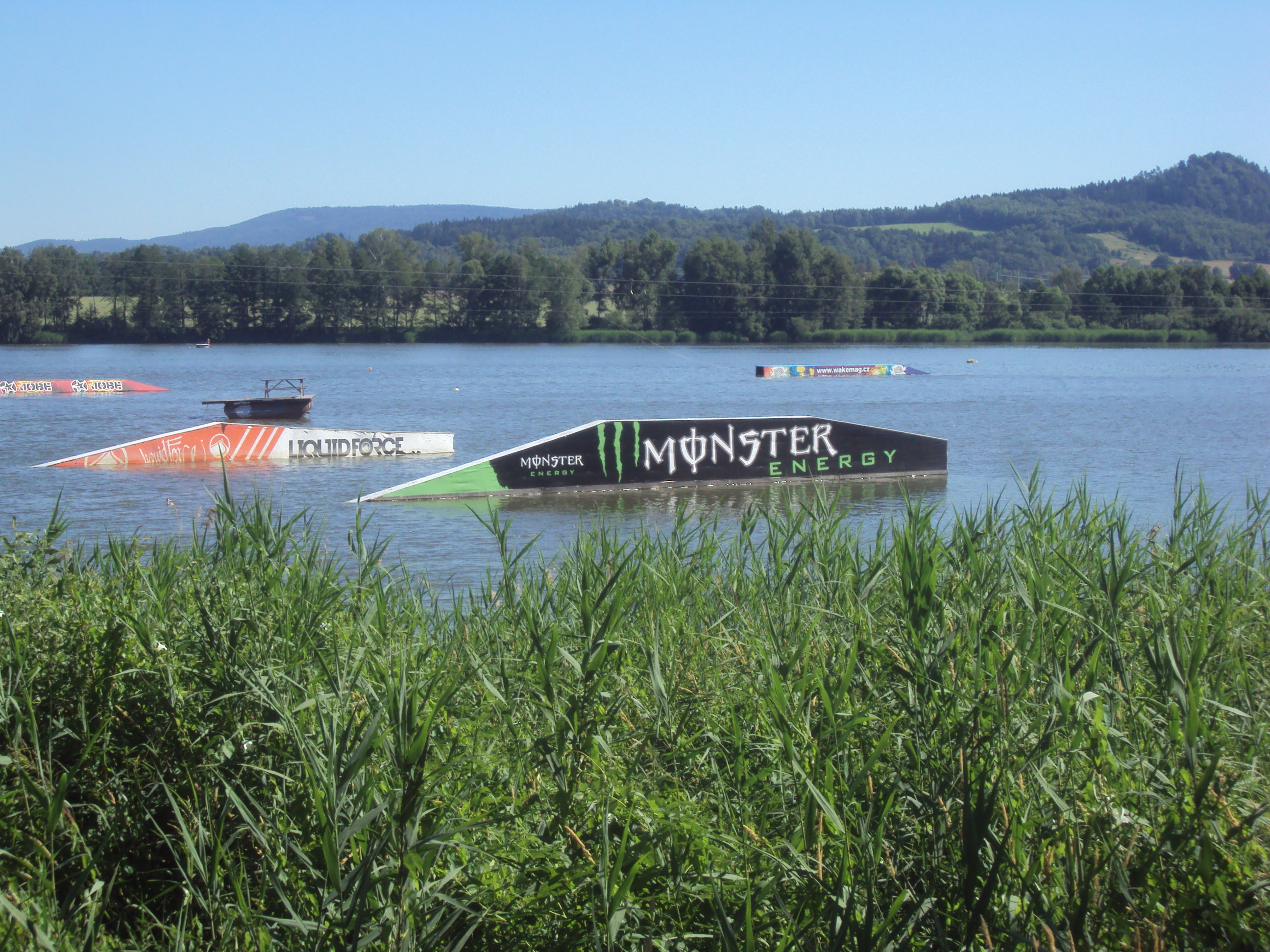
Část konstrukce vodního vleku

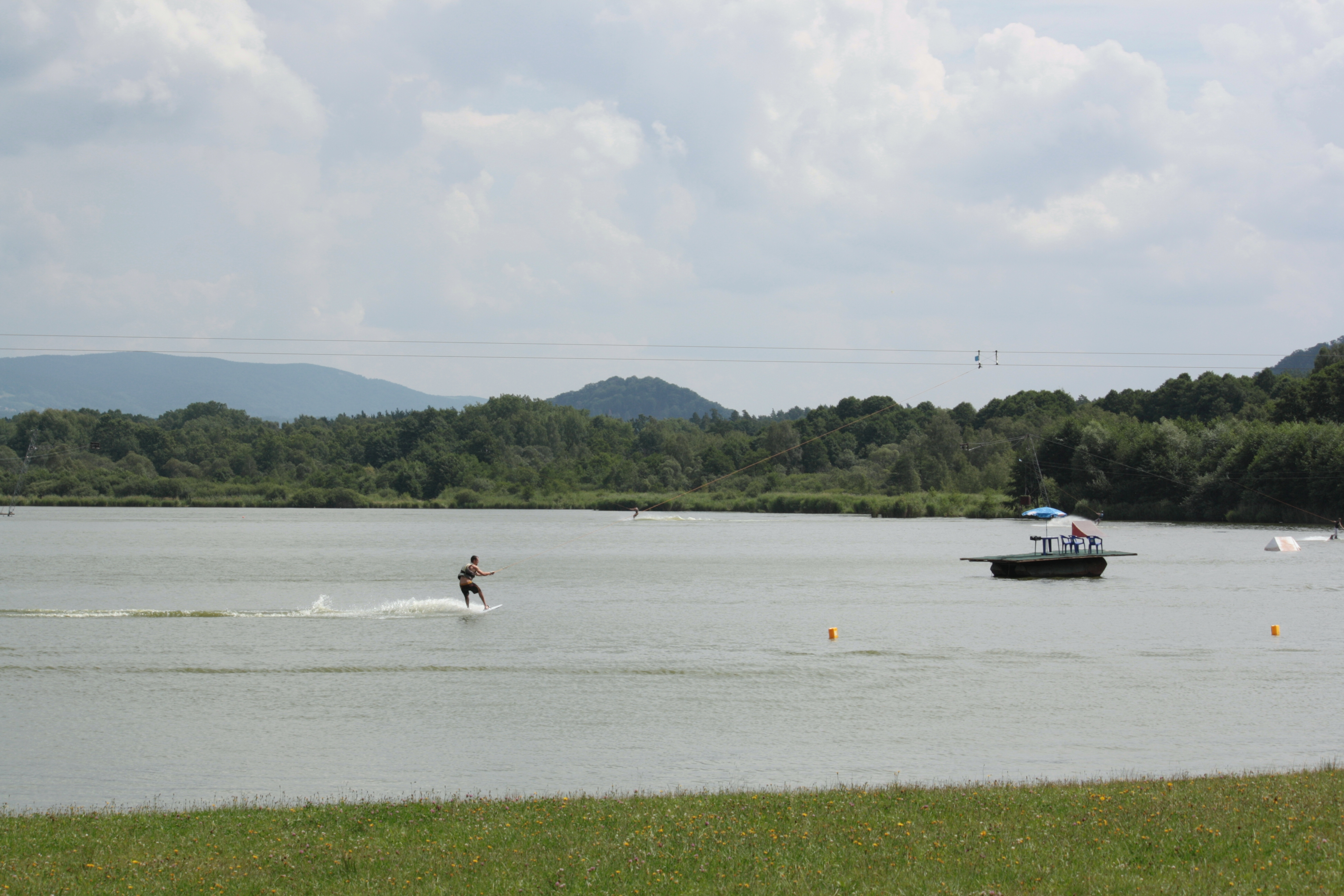
Vodní lyžování na hladině nádrže

V letech 1912 až 1915 byl postaven s pomocí dřevěných pilotů a roštů na řece Ploučnici rybník, který měl zadržovat vody při povodňových vlnách. Jeho hráz byla sypaná. První úpravy hráze včetně bezpečnostního přelivu nařídila Zemská komise pro úpravu vod již roku 1926. Tehdy byla hráz vysoká 7,3 metru a dlouhá 950 metrů. V koruně hráze byla vybudována silnice II. třídy
Časem i působením těžkých vozidel, zejména sovětské okupační armády, byla hráz narušena. V roce 1974 byly v hrázi inspekční komisí nalezeny četné trhliny. V roce 1990 byla konstatována havarijní situace a i přes nesouhlas města byla silnice na hrázi uzavřena. V letech 1996 až 1997 byla hráz přebudována a byly vyměněny celé její části včetně přelivů.

## Parametry díla
Před úpravou měl v roce 1984 Horecký rybník plochu 35 ha.
V nádrži je zadržováno 1,7 milionů m³ vody a plocha nádrže je 42 ha. Při stoleté vodě se rozliv zvětšuje na 69 ha a protéká zde 30 m³/s. Přílivové hráze jsou vybudovány v nadmořské výšce 308 m. Hráz je oproti dnu 6 metrů vysoká, délka v koruně je 881 metru. Nádrží protéká říčka Ploučnice. Za hrází do ní přitéká Ještědský potok.

## Hydrologické údaje
Vodní nádrž shromažďuje vodu z povodí o rozloze 42,8 km², ve kterém je dlouhodobý roční průměr srážek 767 milimetrů. Průměrný roční průtok je 0,46 m³/s a neškodný odtok dosahuje 12 m³/s.
| N             | 1   | 5  | 10 | 50 | 100 |
| ------------- | --- | -- | -- | -- | --- |
| Průtok (m³/s) | 6,2 | 13 | 16 | 25 | 30  |

## Různá pojmenování
Původně Horecký rybník je dnes označován jako Velký horecký rybník. či Vodní dílo Stráž pod Ralskem, zkratkou VD Stráž pod Ralskem, v. n. Stráž p. Ralskem (mapa Seznamu) či Horka.

## Přístup
Vodní nádrž přiléhá k východní straně Stráže pod Ralskem, s nímž ji spojuje městská ulice. Po ní vede červeně značená turistická trasa, která pokračuje po jižní straně nádrže do 2 km vzdálené obce Hamr na Jezeře. Zároveň tudy prochází cyklotrasa 3007. Přes korunu hráze je možné dojít na severní stranu nádrže, kudy je vedena silnice II/278.

## Rekreace
Někdejší rybník je využíván pro rekreaci (kvůli kvalitě vody nikoli ke koupání), vodní sporty a rybaření. Na jeho jihozápadní straně je řada kiosků, restaurace a vodní vlek. Dobře vybavený areál s vlekem využívají vodní lyžaři z celé republiky, v srpnu 2013 se zde konal Memoriál Víti Kadlčíka.

## Další objekty
Na jižní straně je vězeňský areál, jehož součástí jsou i školicí a rekreační objekty u vody (Institut vzdělávání vězeňské služby – Máchova 250). Vězeňské objekty jsou od vody odděleny mimo jiné i silnicí a tenisovým areálem.